# Joanna Garland
Joanna Garland (葛藍喬安娜) (Stevenage, 16 juli 2001) is een Taiwanees tennisspeelster.
Garland werd in het Verenigd Koninkrijk geboren en verhuisde op tienjarige leeftijd naar Taiwan.
In 2025 speelde zij op Roland Garros haar eerste grandslamtoernooi, waarbij zij tot de tweede ronde kwam.
In de periode 2024–2025 maakte Garland deel uit van het Taiwanese Fed Cup-team – zij vergaarde daar een winst/verlies-balans van 4–4.

## Posities op deWTA-ranglijst
Positie per einde seizoen:
| jaar | rang enkelspel | rang dubbelspel |
| ---- | -------------- | --------------- |
| 2018 | 939            | 945             |
| 2019 | 637            | 607             |
| 2020 | 551            | 749             |
| 2021 | 481            | 1006            |
| 2022 | 248            | 436             |
| 2023 | 253            | 1208            |
| 2024 | 551            | –               |

## Resultaten grandslamtoernooien
| Legenda | Legenda                          |
| ------- | -------------------------------- |
| g.t.    | geen toernooi gehouden           |
| l.c.    | lagere categorie                 |
| –       | niet deelgenomen                 |
| G       | uitgeschakeld in de groepsfase   |
| 1R      | uitgeschakeld in de eerste ronde |
| 2R      | uitgeschakeld in de tweede ronde |
| 3R      | uitgeschakeld in de derde ronde  |
| 4R      | uitgeschakeld in de vierde ronde |
| KF      | uitgeschakeld in de kwartfinale  |
| HF      | uitgeschakeld in de halve finale |
| F       | de finale verloren               |
| W       | het toernooi gewonnen            |
| w-v     | winst/verlies-balans             |

### Enkelspel
| toernooi        | 2025 |
| --------------- | ---- |
| Australian Open | –    |
| Roland Garros   | 2R   |
| Wimbledon       | –    |
| US Open         |      |